# Amethyst

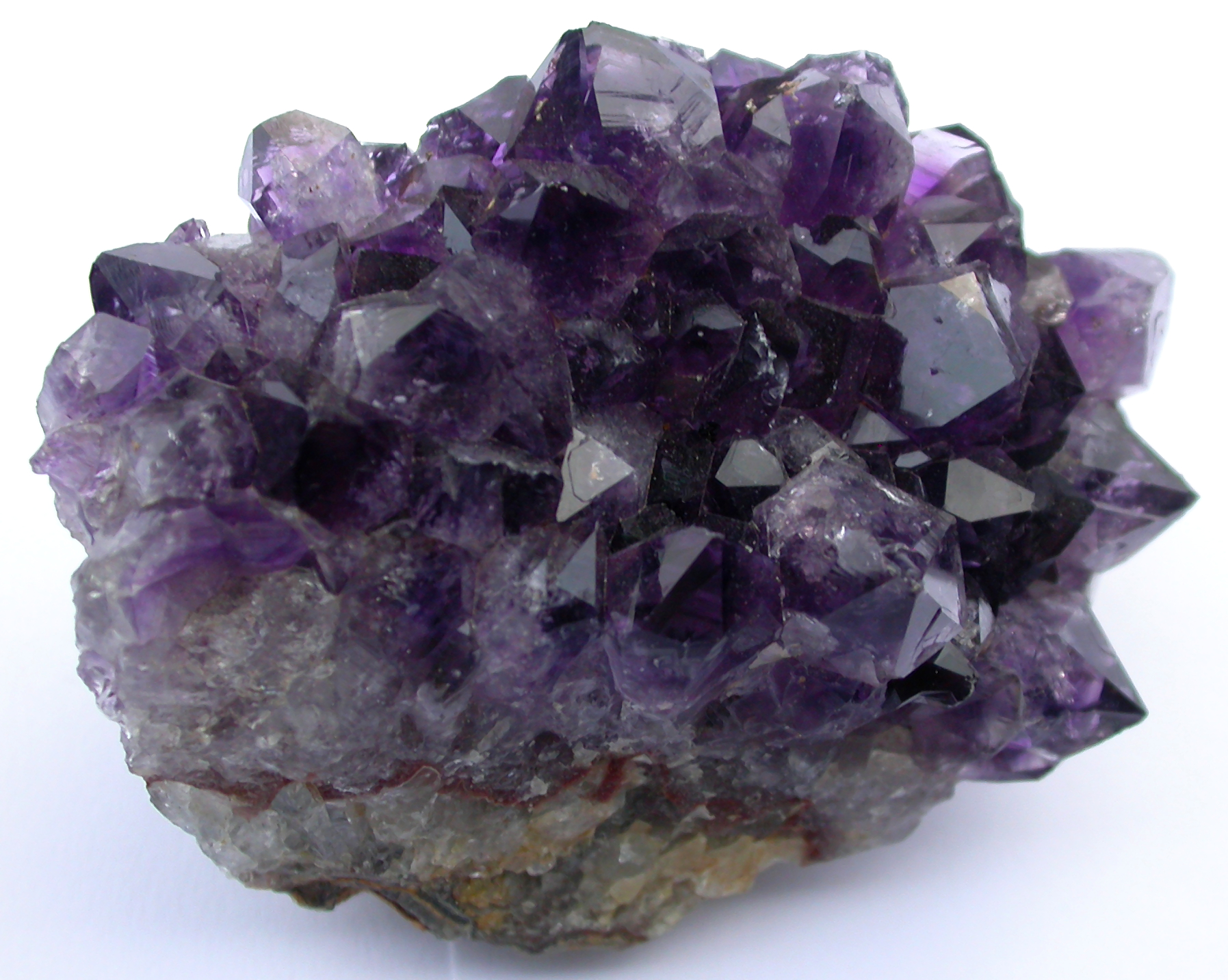
Teil einer Amethyst-Druse

Amethyst in den Senckenberg Naturhistorischen Sammlungen Dresden

Als Amethyst werden die violetten Varietäten des Minerals Quarz bezeichnet. Amethyst besteht wie Quarz aus Siliciumdioxid (SiO2), jedoch mit zusätzlichen geringen Fremdbeimengungen vor allem von Eisen (Fe).
Auch die meisten weiteren Eigenschaften wie Mohshärte (7), Dichte (2,65 g/cm3), Spaltbarkeit (keine) und Bruch (muschelig) sowie Strichfarbe (weiß) und Glanz (Glas- bis Fettglanz) entsprechen denen von Quarz.
Amethyst wird ausschließlich als Schmuckstein verwendet.

## Etymologie und Geschichte

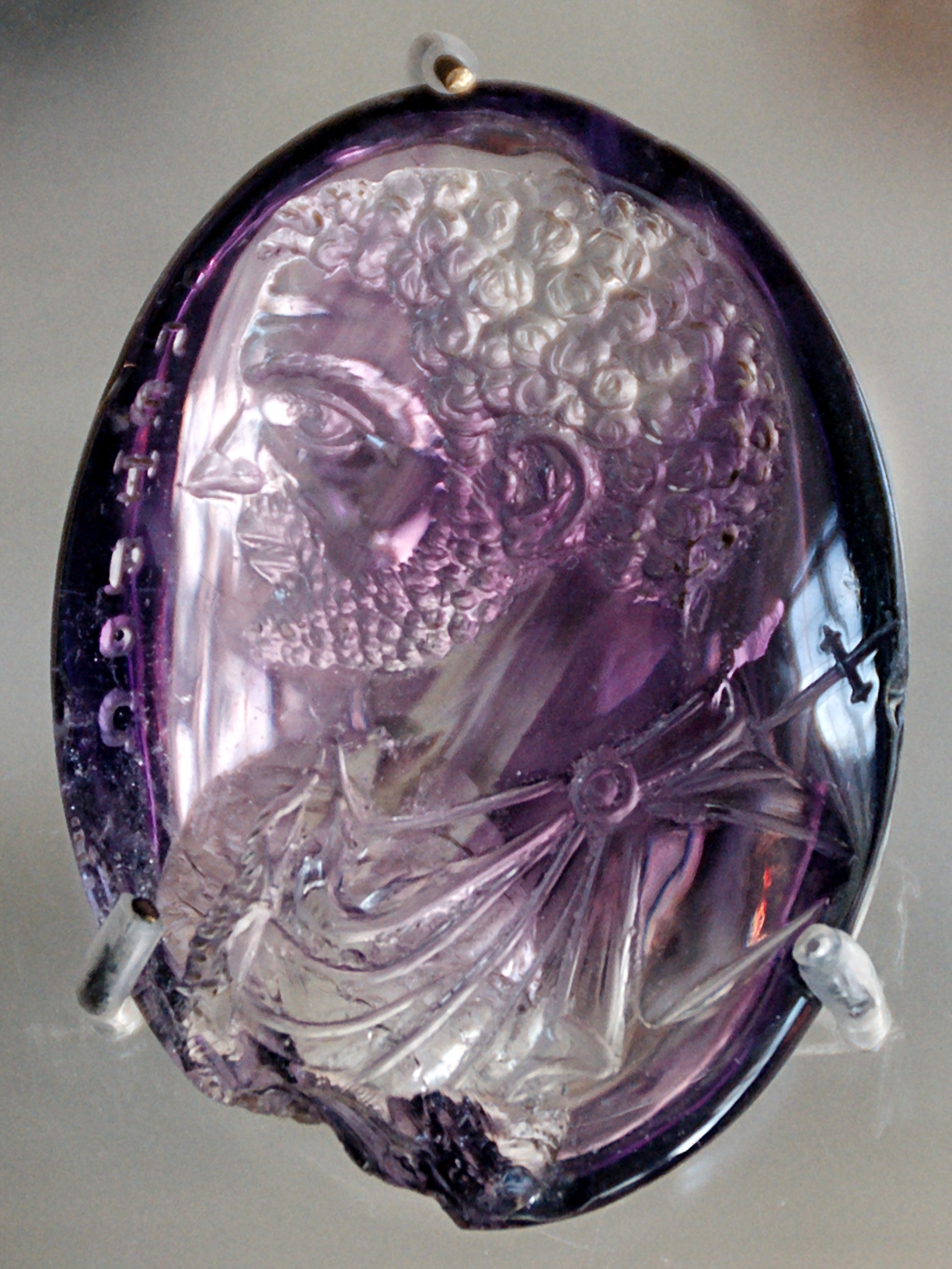
Porträt des römischen Kaisers Caracalla, eingeschnitten in einen Amethyst-Cabochon (3. Jh.)

Die Herkunft des Namens aus dem griechischen ἀμέθυστος (amethystos), „dem Rausche entgegenwirkend“, drückt den alten Glauben aus, dass ein Träger von Amethyst gegen die berauschende Wirkung von Wein gefeit sei. Ebenso sollte Wein aus einem Becher aus Amethyst nicht betrunken machen. Ursprünglich ergab sich dieser (Aber)glaube aus dem Brauch, den (Rot-)Wein mit Wasser zu verdünnen, welcher dann eine rötlich-violette (amethystfarbene) Färbung annahm. Gleichzeitig konnte man wesentlich mehr davon trinken, ohne gleich betrunken zu werden oder gar einen Kater erleiden zu müssen.
Eine andere Variante der Namensgebung ist die, dass Bacchus, der Gott des Weines, ein junges Mädchen so erschreckte, dass es zu Kristall erstarrte. Daraufhin seufzte der Gott, und als sein Atem den Stein berührte, färbte er diesen purpur wie die Farbe des Weines.
Dem Amethyst wurde auch eine apotropäische Wirkung gegen Diebstahl nachgesagt. Dieser Umstand wird belegt durch frühgeschichtliche Grabfunde. Merowingerzeitliche Gräber mit Amethyst zeigen, wenn überhaupt, Beraubungsspuren nicht im Bereich der Niederlegung der Steine (Halskette), auch dann nicht, wenn etwa goldene Schmuckanhänger ebenfalls hier zu finden waren. Möglicherweise gab es in dieser Epoche der Frühgeschichte eine weitergehende (und heute nicht mehr rekonstruierbare) nachgesagte (Negativ-)Wirkung des Amethysts auf den Dieb.

## Farbe
Die violette Farbe des Amethysts reicht von einem sehr hellen, leicht rosafarbenen bis zu einem sehr dunklen Violett.
Die Verteilung der Farbe im Kristall ist meist unregelmäßig. Intensiver gefärbt sind für gewöhnlich Kristallsektoren, die parallel zum Hauptrhomboeder {10-11} liegen. Dort konzentriert sich die violette Färbung in dünnen dunkelvioletten Bändern parallel zu den {10-11} und seltener {01-11}- Flächen.
In diesen Sektoren weisen Amethyste eine unregelmäßige, feinlamellare Verzwillingung nach dem Brasilianergesetz auf und die intensiv gefärbten Ebenen markieren diese Zwillingsebenen.
Farbgebend sind Gitterdefekte, mit einem Fe4+-Ion in tetraedrischer Koordination, d. h. umgeben von vier Sauerstoffionen, sogenannte [FeO4]-Zentren. Nach wie vor umstritten ist, ob diese Defekte auf der Siliziumposition auftreten (Fe4+ ersetzt Si4+) oder auf Zwischengitterplätzen (Fe4+ in einer normalerweise leeren Tetraederlücke in einem der sechsseitigen Kanäle der Quarzstruktur).
Diese Defekte entstehen aus Defekten mit Fe3+ in einer Tetraederlücke durch Bestrahlung (z. B. aus radioaktiven Zerfällen). Diese Strahlung entfernt ein Elektron aus dem Fe-Ion und ionisiert so Fe3+ zu Fe4+. Die zur Erzeugung der Amethystfarbe nötige Strahlungsdosis wird z. B. in granitischen Gesteinen allein durch den Zerfall des natürlich vorkommenden 40K-Isotops in etwa sechs Millionen Jahren erzeugt.
Amethyste können auch durch Bestrahlung mit Gammastrahlung aus farblosen eisenhaltigen Quarzen erzeugt werden.
Unter Einfluss von UV-Strahlen (z. B. aus Sonnenlicht) verlieren Amethyste recht schnell ihre Farbe.
Beim Erhitzen verlieren Amethyste ihre Farbe ebenfalls. Sie entwickeln zumeist eine Citrinfärbung, hervorgerufen durch submikroskopische Eisenoxidentmischungen, und seltener eine grüne Prasiolithfärbung oder werden ganz farblos.

## Bildung und Fundorte

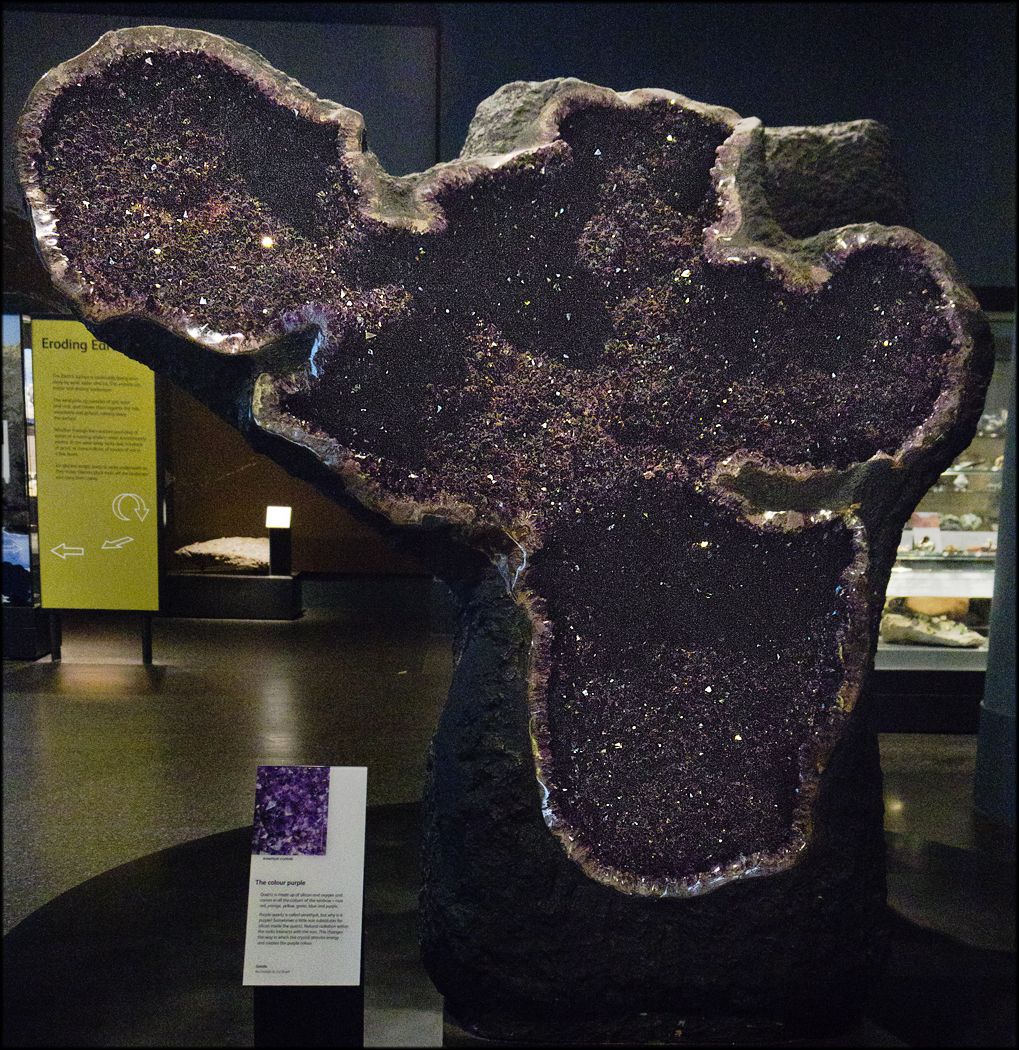
Mit Amethysten gefüllte Geode aus Rio Grande do Sul, Brasilien (Höhe: 1,80 m; Gewicht: 1000 kg)

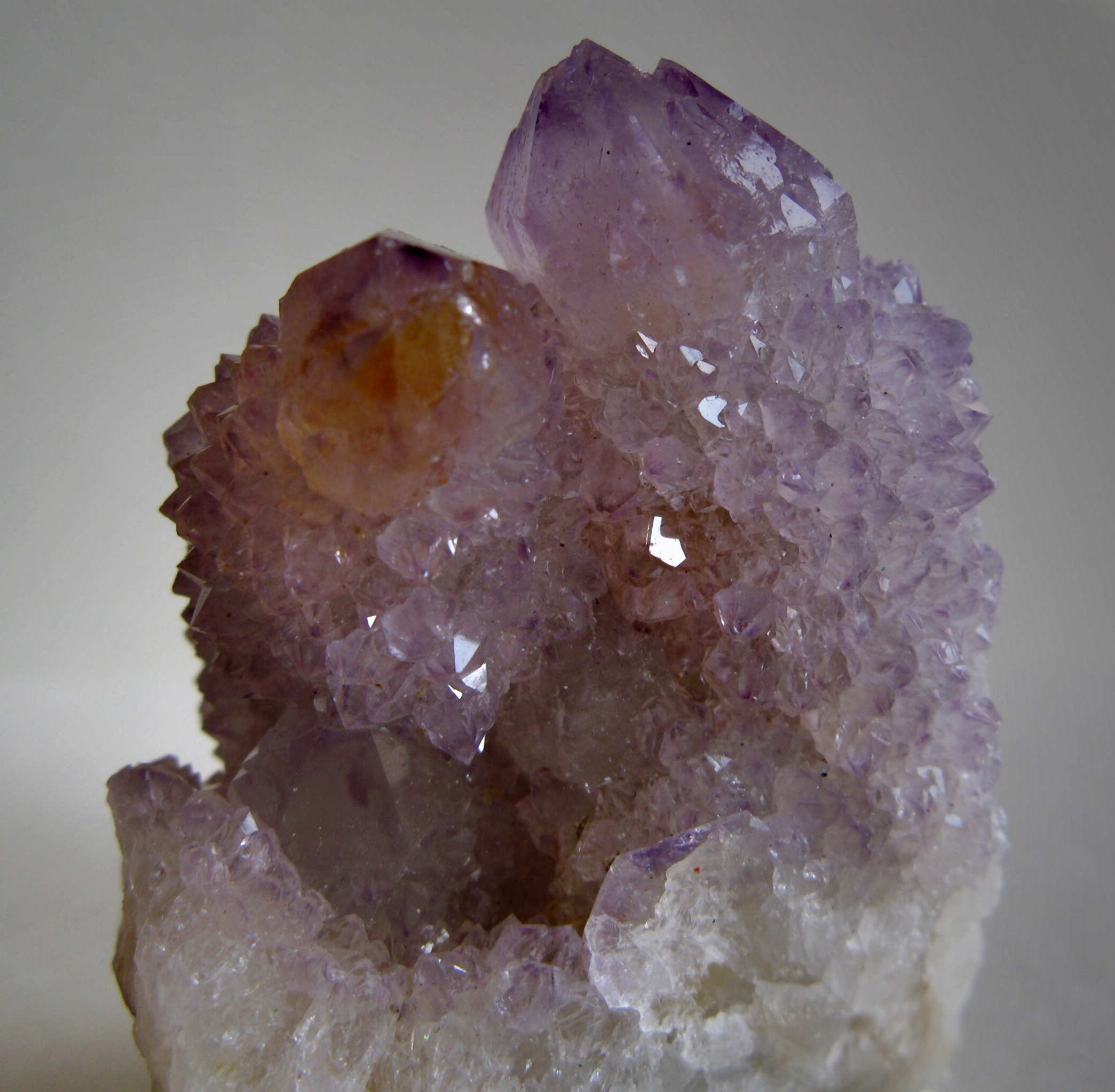
Kaktusamethyst aus Südafrika mit kleinem Anteil an Citrin im linken Kaktus (Größe: 4,5 cm × 2,5 cm × 5,0 cm)

Amethyst ist eine weit verbreitete Quarzvarietät; große und klare Exemplare, die sich zur Verarbeitung als Schmuckstein eignen, sind auf vergleichsweise wenige Fundorte beschränkt. Vorkommen gibt es in Brasilien, Uruguay, Namibia, Madagaskar, Russland, Sri Lanka und Marokko.
Solche Kristalle findet man vor allem in Hohlräumen in hydrothermalen Adern und in vulkanischen Gesteinen. Häufig im Handel anzutreffen sind auch sogenannte Amethystdrusen, bei denen sich die Kristalle innerhalb eines Hohlraumes gebildet haben, umgeben von einer Schicht Chalcedon. Die schönsten Drusen stammen in aller Regel aus Brasilien und können mehrere Meter hoch und tonnenschwer sein.
Ein bekannter deutscher Fundort sind die Edelsteinminen Steinkaulenberg in Idar-Oberstein. Die einzigartige und bekannte blau-violette Färbung ist dort durch die Metalle im Bergmassiv gegeben. Nachdem in Brasilien riesige Lagerstätten gefunden und diese Kristalle auch gefärbt werden können, wurde der Bergbau im Steinkaulenberg eingestellt. Der Mineralabbau ist dort mittlerweile verboten. Die Fundstelle ist als Schaubergwerk zu besichtigen.
Europas größtes Amethystvorkommen befindet sich bei der niederösterreichischen Stadt Maissau. Die vor ca. 150 Jahren entdeckte Fundstelle des Amethyst von Maissau liegt etwa 60 km nordwestlich von Wien, 1 km nach der Ortschaft Maissau an der Horner Straße in Richtung Horn.
Das Vorkommen in Maissau weist einen gesicherten Verlauf von ca. 400 m auf, davon ca. 40 m im Schaustollen aufgeschlossen zugänglich, zeigt eine maximale Breite von 2 m und steht nahezu senkrecht (Einfallen zwischen 80 und 90° nach SSW bzw. NNE).
Die ersten gezielten Grabungen fanden 1986 unter der Aufsicht des Krahuletz-Museums Eggenburg statt. Ab 1999 begann die systematische Freilegung des Ganges durch die Maissauer Amethyst-Gesellschaft (MAG).
Diese eindrucksvolle Offenlegung eines Amethystganges in der Amethystwelt Maissau ist weltweit einzigartig. Darüber hinaus kann eine Fortsetzung des Ganges über eine Strecke von 1 km vermutet werden.
Ein weiteres reiches Amethystvorkommen ist seit dem 19. Jahrhundert im Umfeld des Friedhofes von Eggenburg bekannt. Bereits Johann Krahuletz konnte hier wertvolle Funde tätigen.
Im Erzgebirge war Amethyst im Zusammenhang mit fast allen ehemaligen Erzlagerstätten zu finden. Die Hauptfundgebiete erstrecken sich entlang von zwei „säbelförmigen“ Störungen, die von NNW nach SSO verlaufen. Die Nordwestliche Ausdehnung geht etwa bis Geyer, südöstlich erstreckt sich das Gebiet bis Pobershau.
Im Norden Finnlands gibt es das Amethyst-Schaubergwerk Lampivaara  im Nationalpark Pyhä-Luosto.

## Verwendung als Schmuckstein

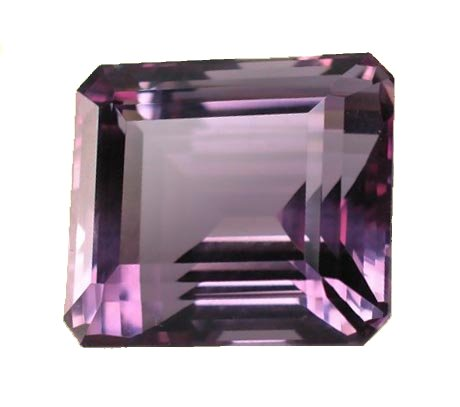
Amethyst im Smaragdschliff

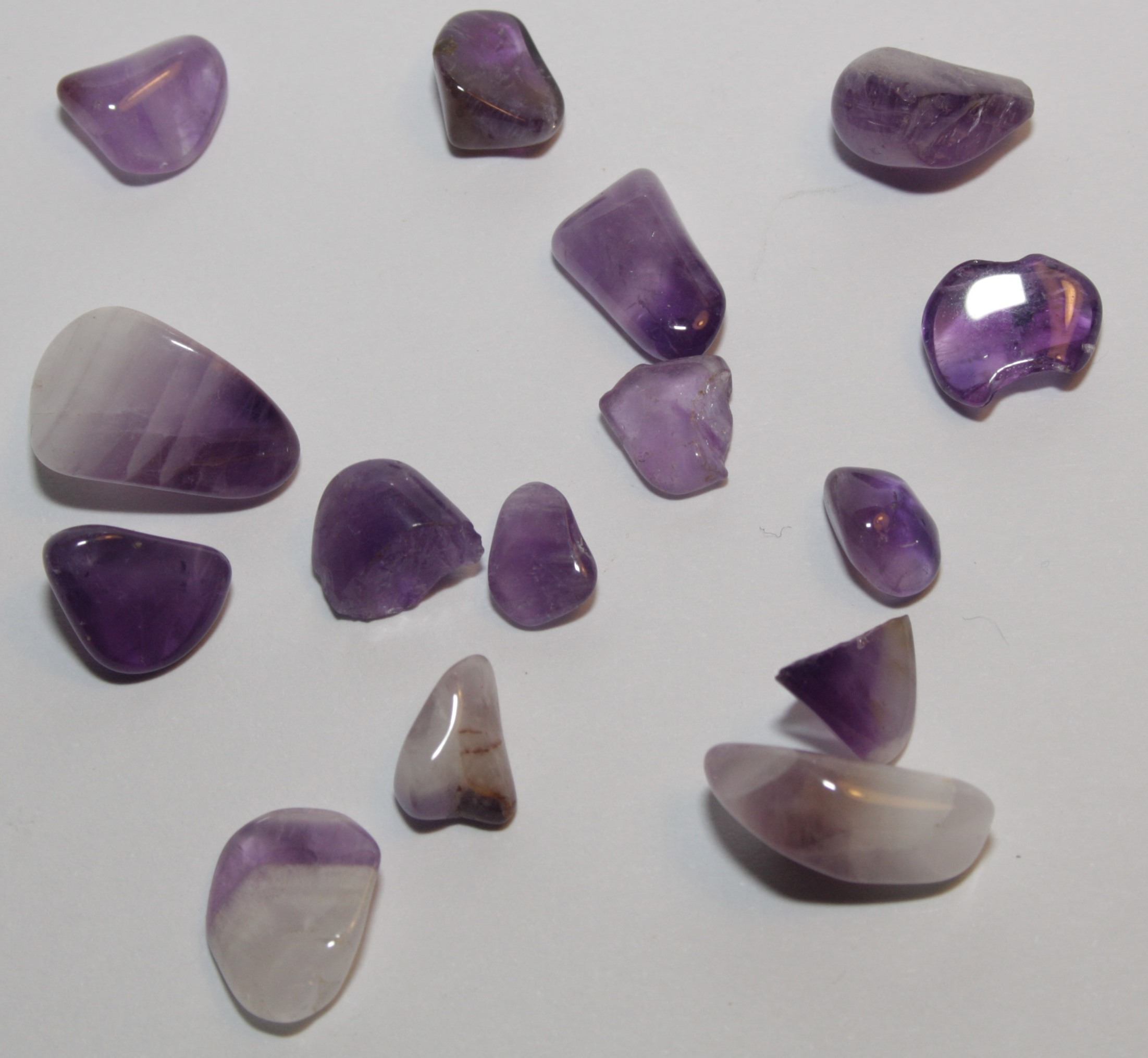
Getrommelte Amethyste, durchschnittliche Größe etwa 1 cm

Amethyst in Edelsteinqualität ist ein beliebter und weit verbreiteter Schmuckstein, der für den Handel entweder in unterschiedlich facettierte Formen (Brillant, Navette, Briolett) oder glatt als Cabochon geschliffen wird.
Als besonders wertvoll gelten dunkelviolette Steine. Daneben werden auch die Varietäten Ametrin (Kombination von Amethyst und Citrin in einem Stein) oder die violett-weiß gebänderte, undurchsichtige Varietät Amethystquarz als Schmuckstein geschätzt.

### Manipulationen, Imitationen und Synthesen
Durch Brennen von Amethyst (ca. 400 °C) entsteht die gelbe bis goldene Färbung der Varietät Citrin. Bei vielen der im Edelsteinhandel irreführenderweise verkauften „Gold- oder Madeiratopase“ handelt es sich in Wirklichkeit um gebrannte Amethyste. Bei einigen Amethysten erzeugt das Brennen auch einen grünlichen Farbton ähnlich dem Prasiolith, als welcher der gebrannte Amethyst dann auch verkauft wird. In der Flamme verschwindet die Farbe manchmal aber auch ganz und es bleibt weißer Quarz übrig.
Gebrannte Steine bekommen meist auch deutlich mehr Risse und Sprünge, die durch ihren Glanz auffallen. Oft zerplatzen auch die Kristallspitzen und Flächen. In der Regel werden nur Amethyste niedriger Qualität gebrannt, um sie so „aufzuwerten“. Es handelt sich hierbei um eine Bearbeitung, durch welche die Farbe mit Methoden verändert wird, die in der Natur identisch vorkommen, wobei keine wesentlichen Eigenschaften verändert werden. Ungebrannter Citrin ist meist nur hell gefärbt und hat als Rohstein immer eine bergkristallähnliche lange Form. Citrin bildet keine Drusen und ist auch um einiges seltener als Amethyst. Gebrannte Edel- und Schmucksteine müssen nicht als gebrannt deklariert werden, wenn eine dauerhafte Farbveränderung hervorgerufen wird.
Eine billige, wenn auch nicht sehr haltbare Methode, Amethyst farblich aufzuwerten, ist die Behandlung mit gefärbtem Wachs, da sich Amethyst im Gegensatz zu Achat nur oberflächlich färben lässt.
Seit dem 20. Jahrhundert werden Synthesen verschiedener Schmucksteine, so auch dem Amethyst hergestellt, die mit gemmologischen und mineralogischen Untersuchungsmethoden von natürlichen Amethysten unterschieden werden können, da sie gegenüber dem natürlich entstandenen Stein Strukturabweichungen aufweisen.
Für Modeschmuck wird der Amethyst durch violettes Glas imitiert oder in zusammengesetzter Form als Dublette angeboten.

## Esoterik
Bereits Hildegard von Bingen (1098–1179) beschrieb in ihrem „Buch von den Steinen“ unter anderem den Gebrauch von Amethyst als Heilstein gegen Krankheiten wie Hautunreinheiten und Schwellungen, aber auch gegen Insekten-, Spinnen- und Schlangenbisse sowie gegen Läuse.
In Esoterikerkreisen wird der Amethyst ebenfalls als Heilstein in der Edelsteintherapie zur Unterstützung gegen Trunksucht und andere Süchte eingesetzt. Zudem werden ihm reinigende, inspirierende und Erkenntnis bringende Eigenschaften durch den Einfluss auf das Stirnchakra zugesprochen. Wissenschaftliche Belege für solche Wirkungen existieren allerdings bisher nicht, auch wenn gelegentliche Heilerfolge verzeichnet wurden, die allerdings dem Placeboeffekt zugeschrieben werden.
Amethystdrusen werden auch häufig zur sogenannten „energetischen Reinigung“ und „Aufladung“ anderer Heilsteine verwendet.
Als Tierkreisstein wird der Amethyst dem Sternzeichen Fische, anderen Quellen zufolge dem Sternzeichen Schütze oder auch Steinbock zugeordnet. Für den Ausgleich des erwähnten Stirnchakra wird der Amethyst ebenfalls in Verbindung mit der Jungfrau genannt. Als Planetenstein ist er nach dem Planeten Neptun (Uyldert 1983, Raphaell 1987) beziehungsweise dem Pluto (Richardson/Huett 1989) zugeordnet. Der Dichter Theodor Körner ordnet den Amethyst in seinem Gedicht Die Monatssteine dem Monat Februar zu. Zudem steht das Mineral einer Publikation von 1985 zufolge für den Donnerstag.

## Literarische Rezeption
Der Volksglaube an die rauschmindernde Wirkung des Amethyst findet seinen Ausdruck in Eduard Mörikes Erzählung Das Märchen von der schönen Lau: 

„Er war gemacht aus einem großen Amethyst, des Name besagen will: wider den Trunk, weil er den schweren Dunst des Weins geschwinde aus dem Kopf vertreibt, ... darum ihn auch weltlich und geistliche Herren häufig pflegten am Finger zu tragen“